# نیمتشیتسه (ناحیه ملادا بولسلاف)
نیمتشیتسه (به چکی: Němčice) یک منطقهٔ مسکونی در جمهوری چک است که در ناحیه ملادا بولسلاو واقع شده‌است. نیمتشیتسه ۲٫۹۲ کیلومتر مربع مساحت و ۱۵۹ نفر جمعیت دارد و ۲۱۴ متر بالاتر از سطح دریا واقع شده‌است.